# 雙點少女魚
雙點少女魚，為輻鰭魚綱鱸形目蝴蝶魚科的其中一種。

## 分布
本魚分布於西太平洋區，包括澳洲、印尼、新幾內亞、菲律賓等海域。

## 深度
水深12至30公尺。

## 特徵
本魚吻尖，但不延長管狀。體白色，具黑眼帶，體前端有2條褐色橫帶，它們在腹鰭上方合而為一，腹鰭黑色。另有一條褐色且較寬的橫帶起自背鰭鰭條前半部延伸至臀鰭中央，臀鰭及背鰭各有一枚鑲白邊的眼斑，尾柄褐色。背鰭硬棘10枚、軟條24至27枚；臀鰭硬棘3枚、軟條17至18枚。體長可達15公分。

## 生態
本魚棲息在潟湖或外海的礁石區，通常成對出現，屬肉食性。

## 經濟利用
為觀賞性魚類。